# Burramys parvus
Burramys parvus là một loài động vật có vú trong họ Burramyidae, bộ Hai răng cửa. Loài này được Broom mô tả năm 1896.